# 村松謙一
村松 謙一（むらまつ けんいち、1954年 - ）は、日本の弁護士。民事再生法の専門家であり、倒産寸前の企業の再建を支援する「再建弁護士」を標榜する。

## 人物
静岡県清水市（現：静岡市清水区）出身。静岡県立清水東高等学校卒業。1977年慶應義塾大学法学部卒業。1981年、司法研修所入所（35期）。1983年、東京弁護士会登録、清水直法律事務所入所。1990年、村松謙一法律事務所を開設し、2000年光麗法律事務所に改名。
東京佐川急便や長崎屋などの東証一部上場企業から街角の個人商店まで、再建した会社は200を超える。その活躍ぶりは、2007年と2009年にNHK「プロフェッショナル 仕事の流儀」で紹介されて話題となった。2019年、自身をモデルとしたドラマ「リーガル・ハート～いのちの再建弁護士～」が放送された。

## 主な著書
- 『倒産阻止』（東洋経済新報社、2002年）
- 『会社再建の実務Q&A』（オーエス出版、1996年）
- 『こうすればゼッタイ倒産しない（株式・有限）会社になる』（オーエス出版、1991年）
- 『倒産の淵から蘇った会社達―会社救済の現場から』（新日本出版社、2005年）
- 『いのちの再建弁護士 会社と家族を生き返らせる』（角川書店、2012年）